# Торпедни чамац
Торпедни чамац је назив за мали и брзи ратни брод којем је главно оружје торпедо.
Настао је почетком 20. века захваљујући развоју мотора са унутрашњим сагоревањем који му је дао већу брзину и мању величину у односу на парном машином погоњене торпиљарке. Због тога се торпедни чамци понекад називају моторним торпиљаркама по узору на британску ратну морнарицу која је тим бродовима дала назив Motor torpedo boat.
Величина им се креће од 300 до 1.100 тона. Наоружани су топовима од 75 до 120 mm и са неколико торпедних цеви. Акциони радијус им је веома ограничен, тако да делују углавном у обалским подручјима. Брзина им се креће од око 30 до 56 чворова.
Торпедне чамце су први пут с успехом користили Италијани за време Првог светског рата, од чега је најспектакуларније потапање аустроугарског бојног брода СМС Сент Иштван код острва Премуде.
Тај је догађај потакао друге морнарице да почну градити торпедне чамце, а између рата се створио стандард торпедног чамца као маленог брода од 15—30 м дужине, те брзине од 30 до 50 чв, наоружаног с једном, две или четири торпедне цеви те с неколико митраљеза или лаким противавионским топом за заштиту. Торпедне чамце су због једноставности њихове изградње преферирале државе из различитих разлога лишене јаке океанске морнарице, као што је СССР, односно Краљевина СХС. Потоња је у сарадњи с британским бродоградитељима направила неколико хваљених примерака из класе Ускок и Орјен.
За време Другог светског рата је изграђено на стотине торпедних чамаца, те су ти бродови одиграли важну улогу у целом низу поморских операција. Осим напада на непријатељске бродове су се бавили и извиђањем, курирском службом, односно спасавањем оборених пилота на мору.
Након увођења пројектила брод-брод, морнарице су поступно изгубиле потребу за торпедним чамцима, које је заменио ракетни чамац. Но, и данас се та врста брода може срести у обављању низа помоћних задатака, односно сузбијања кријумчарења, пиратства и поморске гериле.